# Chesney Hawkes
Chesney Lee Hawkes (* 22. září 1971, Windsor, Berkshire, Anglie) je anglický popový zpěvák.
Chesney Hawkes je synem Len „Chipa“ Hawkese, zakládajícího člena skupiny Tremeloes.
Na začátku roku 1991 získal hlavní roli ve filmu Buddy's Song, kde též exceloval Roger Daltrey z The Who, největší úspěch mu zajistila píseň „The One And Only“, která figurovala v soundtracku k filmu Doktor Hollywood z roku 1991 s Michaelem J. Foxem v hlavní roli. Píseň se dostala na čelo anglické hitparády UK Singles Chart.
Chesney Hawkes v roce 1991 uspořádal turné po Evropě, kde měl úspěch jak v malých klubech, tak na větších koncertech.
Později pracoval s množstvím textařů a producentů. K jeho spolupracovníkům patřili Mark Goldenberg, Adam Schlesinger, Jesse Vellenswealla nebo Marvin Etzioni, dalšími spolupracovníky byli Howard Jones, Nik Kershaw a Bijou Phillips.
Během konce roku 2000 a na začátku roku 2001, Chesney nahrával nový hudební materiál v Londýně a v Los Angeles s producentem Charltonem Pettusem.

## Diskografie
- Buddy's Song (1991)
- Get The Picture (1993 – pouze v Evropě)
- The Very Best Of (2005) – pouze ve Spojeném království)
- Another Fine Mess (2008)
- Me My Mouse & I (2009)
- Real Life Love (2012)

## Filmografie
- Buddy's Song coby Buddy Clark (1990)